# Vilhelmina
Vilhelmina é uma pequena cidade da província histórica da Lapónia. Tem cerca de 3632 habitantes e é a sede do município de Vilhelmina, no condado de Västerbotten situado no norte da Suécia.	

## Comunicações
A cidade de Vilhelmina é servida pela estrada nacional 90 (Härnösand-Vilhelmina).